# No, I'm not afraid
No, I'm not afraid is een compositie van Sally Beamish. Zij schreef een toonzetting bij een zestal teksten geschreven door de Oekraïense Irina Ratushinskaya. Deze dichteres was in het Sovjettijdperk niet geliefd bij de autoriteiten. Ze werd in 1982 opgepakt voor anti-Sovjetpropaganda en een half jaar later veroordeeld tot zeven jaar werkkamp. Tijdens haar opsluiting wist ze toch enige gedichten uit haar gevangenis naar buiten te krijgen en wellicht kwam ze daardoor vervroegd vrij als gevolg van het overleg tussen Ronald Reagan en Michail Gorbatsjov in Reykjavik in 1986. Even later verliet ze de Sovjet-Unie, maar keerde in 1998 terug naar Oekraïne.
Beamish wisselde de teksten af met kortdurende intermezzo’s. De teksten worden gesproken in een vertaling van David McDuff: 
- Introductie
- And I undid the old shawls
- Interlude 1
- And here I go flying down the steps
- Interlude 2
- I had a strange dream last night
- Interlude 3
- No, I'm not afraid
- Interlude 4
- Some people's dreams pay all their bills
- Interlude 5
- Our days have not been completed.

Binnen het kamerorkest dat eigentijdse klassieke muziek speelt heeft de hoboïst of sopraansaxofonist een belangrijke partij:
- hobo of sopraansaxofoon
- harp
- violen, altviolen, celli, contrabassen

De opdracht van het werk van van London Musici. Zij gaven onder leiding van Mark Stephenson de première in 1989 met spreker Hilary Tones.
Het werk betekende een ommekeer in haar leven. Het was haar eerste werk voor een wat groter ensemble en gaf haar het vertrouwen haar muzikale blik te verruimen. Vlak na de première van het werk werd haar altviool bij een inbraak thuis gestolen. Ze zag daarin een teken, dat ze voortaan haar tijd 100 % aan componeren moest besteden. 